# Elatostema engleri
Elatostema engleri är en nässelväxtart som beskrevs av Franz Reinecke. Elatostema engleri ingår i släktet Elatostema och familjen nässelväxter. Inga underarter finns listade i Catalogue of Life.